# Aigre (Charente)
Aigre ist eine französische Gemeinde mit 1.600 Einwohnern (Stand 1. Januar 2022) im Département Charente in der Region Nouvelle-Aquitaine. Sie gehört zum Arrondissement Confolens und zum Kanton Charente-Nord.
Sie entstand als namensgleiche Commune nouvelle mit Wirkung vom 1. Januar 2019 durch die Zusammenlegung der bisherigen Gemeinden Aigre und Villejésus, die in der neuen Gemeinde der Status einer Commune déléguée haben. Verwaltungssitz befindet sich im Ort Aigre.

## Gliederung
| Ortsteil                  | ehemaliger INSEE-Code | Fläche (km²) | Einwohnerzahl zum 1. Januar 2022 |
| ------------------------- | --------------------- | ------------ | -------------------------------- |
| Aigre (Verwaltungssitz)00 | 16005                 | 06,59        | 1.074                            |
| Villejésus                | 16411                 | 17,23        | .0526                            |

## Lage
Der Ort Aigre liegt am Fluss Aume in einer Höhe von etwa 65 m ü. d. M. und rund 34 Kilometer (Fahrtstrecke) nordwestlich von Angoulême in der alten Kulturlandschaft des Angoumois, einem Teil der Charente. Bis nach Poitiers sind es etwa 90 Kilometer in nordöstlicher Richtung. Beim zur Gemeinde gehörenden Weiler L’Ouche mündet das Flüsschen Couture in die Aume.

## Wirtschaft
In früheren Jahrhunderten lebten die Einwohner als Selbstversorger vom Ertrag ihrer Felder und Gärten; auch Viehzucht wurde in geringem Umfang betrieben. Seit dem ausgehenden Mittelalter wurde der Weinbau in der Charente vorangetrieben, der jedoch – trotz der Weintraube im Ortswappen – nach der Reblauskrise nie mehr sein früheres Niveau erreichte. Stattdessen widmete man sich wieder der Feldwirtschaft und der Viehzucht. Landwirtschaft, Handwerk und Kleinhandel spielen auch heute noch die größte Rolle im Wirtschaftsleben des Ortes. Einige der leerstehenden Häuser sind als Ferienhäuser (gîtes) ausgewiesen.

## Partnergemeinden
Fahrenkrug in Schleswig-Holstein ist Partnergemeinde von Aigre.